# Campeonato Sudamericano Femenino de 1998
El Campeonato Sudamericano Femenino de 1998 fue la III edición del principal torneo femenino a nivel de selecciones nacionales absolutas de América del Sur, que fue organizado por la Confederación Sudamericana de Fútbol (Conmebol). Se llevó a cabo del 1 al 15 de marzo en Mar del Plata, Argentina.
La selección de Brasil batió un récord al anotar más de 60 goles en solo 6 partidos, algo que no se ha vuelto a repetir.

## Participantes
Por primera vez participaron la totalidad de las diez selecciones nacionales de fútbol afiliadas a la Conmebol:
| Equipos participantes | Equipos participantes | Equipos participantes | Equipos participantes | Equipos participantes |
| --------------------- | --------------------- | --------------------- | --------------------- | --------------------- |
| Argentina             | Bolivia               | Brasil                | Chile                 | Colombia              |
| Ecuador               | Perú                  | Paraguay              | Uruguay               | Venezuela             |

## Sede
| Estadio José María Minella |
| Aforo: 35 354              |
|                            |

## Primera fase
Los equipos están divididos en dos grupos de cinco, clasificando para la segunda fase los dos equipos mejores clasificados de cada zona.

### Grupo A
| Equipo    | Pts | PJ | PG | PE | PP | GF | GC | Dif |
| --------- | --- | -- | -- | -- | -- | -- | -- | --- |
| Brasil    | 12  | 4  | 4  | 0  | 0  | 48 | 1  | 47  |
| Perú      | 9   | 4  | 3  | 0  | 1  | 5  | 17 | -12 |
| Colombia  | 6   | 4  | 2  | 0  | 2  | 11 | 16 | -5  |
| Chile     | 3   | 4  | 1  | 0  | 3  | 6  | 13 | -7  |
| Venezuela | 0   | 4  | 0  | 0  | 4  | 2  | 25 | -23 |

### Resultados
| 2 de marzo de 1998 | Colombia | 4:1 | Venezuela | Estadio José María Minella, Mar del Plata |  |

| 2 de marzo de 1998 | Brasil | 15:0 | Perú | Estadio José María Minella, Mar del Plata |  |

| 4 de marzo de 1998 | Chile | 5:0 | Venezuela | Estadio José María Minella, Mar del Plata |  |

| 5 de marzo de 1998 | Brasil | 12:1 | Colombia | Estadio José María Minella, Mar del Plata |  |

| 6 de marzo de 1998 | Chile | 0:1 | Perú | Estadio José María Minella, Mar del Plata |  |

| 6 de marzo de 1998 | Brasil | 14:0 | Venezuela | Estadio José María Minella, Mar del Plata |  |

| 8 de marzo de 1998 | Venezuela | 1:2 | Perú | Estadio José María Minella, Mar del Plata |  |

| 8 de marzo de 1998 | Chile | 1:5 | Colombia | Estadio José María Minella, Mar del Plata |  |

| 10 de marzo de 1998 | Colombia | 1:2 | Perú | Estadio José María Minella, Mar del Plata |  |

| 10 de marzo de 1998 | Brasil | 7:0 | Chile | Estadio José María Minella, Mar del Plata |  |

### Grupo B
| Equipo    | Pts | PJ | PG | PE | PP | GF | GC | Dif |
| --------- | --- | -- | -- | -- | -- | -- | -- | --- |
| Argentina | 12  | 4  | 4  | 0  | 0  | 16 | 1  | 15  |
| Ecuador   | 7   | 4  | 2  | 1  | 1  | 10 | 6  | 4   |
| Paraguay  | 6   | 4  | 2  | 0  | 2  | 6  | 10 | -4  |
| Uruguay   | 2   | 4  | 0  | 2  | 2  | 6  | 8  | -2  |
| Bolivia   | 1   | 4  | 0  | 1  | 3  | 5  | 18 | -13 |

### Resultados
| 1 de marzo de 1998 | Paraguay | 3:2 | Uruguay | Estadio José María Minella, Mar del Plata |  |

| 1 de marzo de 1998 | Argentina | 9:0 | Bolivia | Estadio José María Minella, Mar del Plata |  |

| 3 de marzo de 1998 | Uruguay | 2:2 | Ecuador | Estadio José María Minella, Mar del Plata |  |

| 3 de marzo de 1998 | Argentina | 3:0 | Paraguay | Estadio José María Minella, Mar del Plata |  |

| 5 de marzo de 1998 | Argentina | 2:1 | Uruguay | Estadio José María Minella, Mar del Plata |  |

| 5 de marzo de 1998 | Ecuador | 5:2 | Bolivia | Estadio José María Minella, Mar del Plata |  |

| 7 de marzo de 1998 | Ecuador | 3:0 | Paraguay | Estadio José María Minella, Mar del Plata |  |

| 7 de marzo de 1998 | Uruguay | 1:1 | Bolivia | Estadio José María Minella, Mar del Plata |  |

| 9 de marzo de 1998 | Bolivia | 2:3 | Paraguay | Estadio José María Minella, Mar del Plata |  |

| 9 de marzo de 1998 | Argentina | 2:0 | Ecuador | Estadio José María Minella, Mar del Plata |  |

## Fase final
Se jugó del 13 al 15 de marzo.
|  | Semifinales | Semifinales |   |         | Final     | Final |  |
|  |             |             |   |         |           |       |  |
|  |             |             |   |         |           |       |  |
|  |             |             |   |         |           |       |  |
|  | Brasil      | 11          |   |         |           |       |  |
|  | Ecuador     | 1           |   |         |           |       |  |
|  |             |             |   |         |           |       |  |
|  |             |             |   |         |           |       |  |
|  |             |             |   |         | Brasil    | 7     |  |
|  |             | Argentina   | 1 |         |           |       |  |
|  |             |             |   |         |           |       |  |
|  |             |             |   |         |           |       |  |
|  |             |             |   |         | 3º puesto |       |  |
|  |             |             |   |         |           |       |  |
|  | Argentina   | 1 (4)       |   | Ecuador | 3 (4)     |       |  |
|  | Perú        | 1 (3)       |   |         | Perú      | 3 (5) |  |

### Semifinal
| 13 de marzo de 1998 | Brasil | 11:1 | Ecuador | Estadio José María Minella, Mar del Plata |  |

| 13 de marzo de 1998 | Argentina | 1:1 (4:3 p.) | Perú | Estadio José María Minella, Mar del Plata |  |

### Tercer Puesto
| 15 de marzo de 1998 | Perú | 3:3 (5:4 p.) | Ecuador | Estadio José María Minella, Mar del Plata |  |

### Final
| 15 de marzo de 1998 | Brasil | 7:1 | Argentina | Estadio José María Minella, Mar del Plata |  |

|                            |
| Bandera de Brasil          |
| Campeón Brasil 3.er título |

## Clasificada a laCopa Mundial Femenina de Estados Unidos 1999
| Bandera de Brasil   |
| Brasil              |
| Campeona            |
| Clasificada:15/3/98 |

## Repesca intercontinental conConcacaf
Argentina disputó un repechaje con México, subcampeón en la clasificación de Concacaf, por un cupo a la Copa Mundial Femenina de Fútbol de 1999:
| 11 de diciembre de 1998 | México | 3:1 | Argentina | Estadio Nemesio Díez, Toluca |  |

| 19 de diciembre de 1998 | Argentina | 2:3 | México | Estadio José Amalfitani, Buenos Aires |  |

| México clasifica a la Copa Mundial Femenina de Fútbol de 1999 con un global de 6 - 3. |